# Phrataria replicataria
Phrataria replicataria là một loài bướm đêm trong họ Geometridae.